# Кандальный узел
Канда́льный у́зел (англ. Handcuff Knot) — морской серединный временный узел, который использовали в качестве наручников для усмирения буйных матросов. Петли узла накидывали на руки и затягивали руки за спиной, потянув за коренные концы верёвки, а на груди крепили концы дополнительным узлом. Пьяный узел плохо справляется со своим предназначением, плохо затягивается и закрепляет, если преступник оказывает сопротивление задержанию, поэтому для этой цели был изобретён улучшенный узел — кандальный.
До изобретения стяжки, полицейские хранили для завязывания кандального узла шёлковый шнур в кобуре на случай, если требовались дополнительные наручники, когда задерживаемых оказывалось много.
Два похожих узла часто путают между собой — кандальный и пьяный узлы. Однако, эти узлы завязаны по-разному и состоят из разных элементов. Не вынув концы из узла, превратить кандальный узел в пьяный невозможно. Кандальный узел состоит из выбленочного узла, а пьяный узел из шлага.
- Кандальный узел
- Пьяный узел

## Способ завязывания
- 1. Сделать выбленочный узел на середине верёвки.
- 2. Продеть петли друг через друга; вдеть запястья преступника в петли.
- 3. Затянуть на спине, потянув за оба коренных конца верёвки.
- Возможно добавить по полуштыку, сделанных коренными концами верёвки вокруг основания петель; обернуть тело и добавить узел, фиксирующий концы на груди

Ошибки при завязывании
Легко ошибиться в начале завязывания, сформировав шлаг, получается пьяный, вместо кандального, узел.
Способ развязывания
Потянуть за петли.

## Признаки
Плюсы
- Быстро завязывать
- Легко развязывать после приложенной нагрузки

Минусы
- Должны быть задействованы обе петли
- Необходим дополнительный фиксирующий (контрольный) узел коренными концами верёвки
- Несколько способов завязывания
- Легко ошибиться при завязывании

## Применение
В морском деле
- В качестве наручников
- Как топовый узел[1]

В альпинизме
- Позволяет сделать пару незатягивающихся петель в любой части верёвки[7], при этом используют обе петли одновременно с нагружением обоих коренных концов, наподобие узла «стремя»